# Andrius Mikutis
Andrius Mikutis (* 16. Januar 1988 in Šilalė) ist ein ehemaliger litauischer Basketballspieler.

## Werdegang

### Spieler
Mikutis ging als Jugendlicher in die Vereinigten Staaten und spielte in Kalifornien Basketball an der Christian High School nahe San Diego. Von 2007 bis 2011 war er Student und Basketballspieler an der John Brown University im US-Bundesstaat Arkansas. Mikutis erzielte für die Hochschulmannschaft in der NAIA in 121 Einsätzen im Durchschnitt 9,6 Punkte sowie 4,8 Rebounds je Begegnung.
In der Saison 2012/13 spielte er für den Zweitligisten Mažeikių Mažeikiai in seinem Heimatland Litauen, zur Saison 2014/15 wechselte er nach Deutschland zum Regionalligisten BG Dorsten. Mit dem FC Schalke 04 wurde er 2016 Meister der 1. Regionalliga West. Diesen Erfolg wiederholte der Litauer 2017 mit den EN Baskets Schwelm und wurde vom Fachportal eurobasket.com als bester Spieler der 1. Regionalliga West in der Saison 2016/17 ausgezeichnet. Er ging mit Schwelm in die 2. Bundesliga ProB.
Im Sommer 2018 wurde er vom österreichischen Bundesligisten Oberwart Gunners unter Vertrag genommen. Der für seine Stärke beim Dreipunktewurf bekannte Litauer blieb zwei Jahre in Oberwart, in der Sommerpause 2020 schloss er sich dem deutschen Drittligisten SG ART Giants Düsseldorf an. Er wurde mit Düsseldorf 2022 Vizemeister der 2. Bundesliga ProB. Mikutis war in der ProB-Saison 2021/22 der Spieler mit den vereinsübergreifend meisten getroffenen Dreipunktewürfen. Wegen einer in der Sommerpause 2022 erlittenen Schulterverletzung musste der Litauer im August 2022 einen Eingriff vornehmen lassen.

### Trainer
Im Anschluss an das Spieljahr 2022/23 beendete er seine Spielerlaufbahn, Mikutis wechselte bei den Düsseldorfern ins Amt des Assistenztrainers. 2025 verließ er Düsseldorf und trat bei Phoenix Hagen (ebenfalls 2. Bundesliga ProA) eine Stelle als Assistenztrainer an.